# Nouvron-Vingré
Nouvron-Vingré är en kommun i departementet Aisne i regionen Hauts-de-France i norra Frankrike. Kommunen ligger  i kantonen Vic-sur-Aisne som ligger i arrondissementet Soissons. År 2022 hade Nouvron-Vingré 197 invånare.

## Befolkningsutveckling
Antalet invånare i kommunen Nouvron-Vingré
Referens: INSEE